# Matt Spaeth

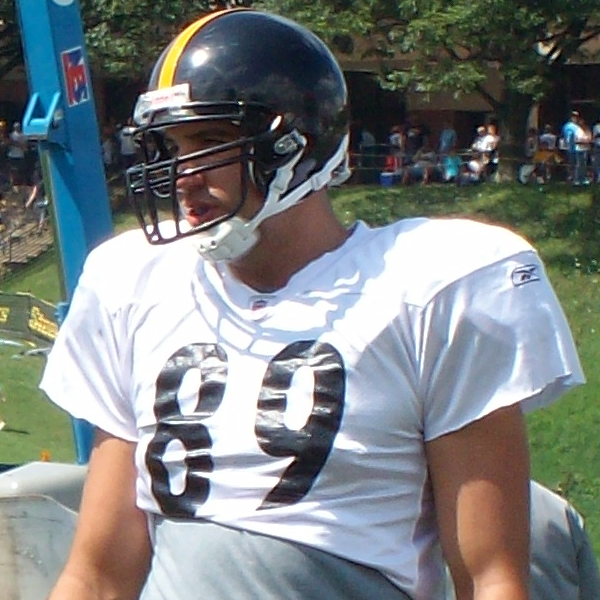

Matt Spaeth  (24 de novembro de 1983) é um jogador profissional de futebol americano estadunidense que foi campeão da temporada de 2008 da National Football League jogando pelo Pittsburgh Steelers.